# Jean Dollfus

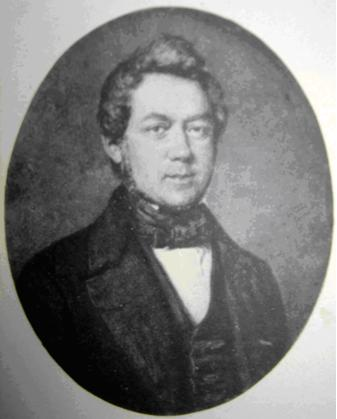
Jean Dollfus, um 1850

Jean Dollfus (* 25. September 1800 in Mülhausen; † 21. Mai 1887 ebenda) war ein elsässischer Fabrikbesitzer und Politiker. Er war von 1863 bis 1869 Bürgermeister von Mülhausen. Von 1877 bis 1887 war er als Abgeordneter des Wahlkreises Elsass 2 (Mülhausen im Elsass) Mitglied sowie in den Jahren 1881 und 1884 Alterspräsident des deutschen Reichstags – das Elsass gehörte damals zum Deutschen Reich. Da er an den konstituierenden Sitzungen des Reichstags nicht teilnahm, wurde er durch Helmuth Graf von Moltke vertreten.
Seit 1826 leitete er das Textilunternehmen Dollfus-Mieg (DMC) und ließ in dieser Eigenschaft ab 1854 eine Arbeitersiedlung bauen, die Ende der 1870er Jahre nahezu tausend Häuser umfasste. Nachdem sein jüngerer Bruder Émile Dollfus (1805–1858) in den 1840er Jahren schon Bürgermeister von Mülhausen gewesen war, wurde er selbst 1863 in dieses Amt gewählt.
Jean Dollfus ist der Großvater mütterlicherseits des Komponisten Charles Koechlin.